# Zale minerea
Zale minerea là một loài bướm đêm trong họ Erebidae.